# Kiribati en los Juegos Olímpicos de París 2024
Kiribati estuvo representado en los Juegos Olímpicos de París 2024 por tres deportistas, dos hombres y una mujer, que compitieron en tres deportes.
Los portadores de la bandera en la ceremonia de apertura fueron el halterófilo Kaimauri Erati y la judoka Nera Tiebwa. El equipo olímpico kiribatiano no obtuvo ninguna medalla en estos Juegos.